# Campeonato Brasileño de Fútbol 2021
El Campeonato Brasileño de Fútbol 2021, también conocido como el Brasileirão, es la principal competición a nivel de clubes más importante del país. El campeonato está organizado por la Confederación Brasileña de Fútbol (CBF), y se encuentra dividido en cuatro niveles o series: Serie A, Serie B, Serie C y Serie D.

## Serie A
Se disputó del 29 de mayo y concluyó el 9 de diciembre de 2021. Los veinte equipos participantes se enfrentaron en un sistema de todos contra todos en partidos de ida y vuelta. Los seis primeros puestos clasificaron  a la Copa Libertadores 2022. Los siguientes seis equipos clasificaron a la Copa Sudamericana 2022. Los últimos cuatro equipos descendieron a la Serie B 2022.

### Participantes
| N | Estado             | Clubes                                                         |
| - | ------------------ | -------------------------------------------------------------- |
| 5 | São Paulo          | Corinthians, Palmeiras, Red Bull Bragantino, Santos, São Paulo |
| 3 | Río Grande del Sur | Grêmio, Internacional, Juventude                               |
| 2 | Ceará              | Ceará, Fortaleza                                               |
| 2 | Minas Gerais       | América Mineiro, Atlético Mineiro                              |
| 2 | Río de Janeiro     | Flamengo, Fluminense                                           |
| 1 | Bahía              | Bahia                                                          |
| 1 | Goiás              | Atlético Goianiense                                            |
| 1 | Mato Grosso        | Cuiabá                                                         |
| 1 | Pernambuco         | Sport Recife                                                   |
| 1 | Paraná             | Athletico Paranaense                                           |
| 1 | Santa Catarina     | Chapecoense                                                    |

### Clasificación
| Pos. | Equipo               | Pts. | PJ | G  | E  | P  | GF | GC | Dif. | Clasificación 2022                               |
| ---- | -------------------- | ---- | -- | -- | -- | -- | -- | -- | ---- | ------------------------------------------------ |
| 1    | Atlético Mineiro (C) | 84   | 38 | 26 | 6  | 6  | 67 | 34 | +33  | Campeón y fase de grupos de la Copa Libertadores |
| 2    | Flamengo             | 71   | 38 | 21 | 8  | 9  | 69 | 36 | +33  | Fase de grupos de la Copa Libertadores           |
| 3    | Palmeiras            | 66   | 38 | 20 | 6  | 12 | 58 | 43 | +15  | Fase de grupos de la Copa Libertadores           |
| 4    | Fortaleza            | 58   | 38 | 17 | 7  | 14 | 44 | 45 | −1   | Fase de grupos de la Copa Libertadores           |
| 5    | Corinthians          | 57   | 38 | 15 | 12 | 11 | 40 | 36 | +4   | Fase de grupos de la Copa Libertadores           |
| 6    | RB Bragantino        | 56   | 38 | 14 | 14 | 10 | 55 | 46 | +9   | Fase de grupos de la Copa Libertadores           |
| 7    | Fluminense           | 54   | 38 | 15 | 9  | 14 | 38 | 38 | 0    | Fase 2 de la Copa Libertadores                   |
| 8    | América Mineiro      | 53   | 38 | 13 | 14 | 11 | 41 | 37 | +4   | Fase 2 de la Copa Libertadores                   |
| 9    | Atlético Goianiense  | 53   | 38 | 13 | 14 | 11 | 33 | 36 | −3   | Fase de grupos de la Copa Sudamericana           |
| 10   | Santos               | 50   | 38 | 12 | 14 | 12 | 35 | 40 | −5   | Fase de grupos de la Copa Sudamericana           |
| 11   | Ceará                | 50   | 38 | 11 | 17 | 10 | 39 | 38 | +1   | Fase de grupos de la Copa Sudamericana           |
| 12   | Internacional        | 48   | 38 | 12 | 12 | 14 | 44 | 42 | +2   | Fase de grupos de la Copa Sudamericana           |
| 13   | São Paulo            | 48   | 38 | 11 | 15 | 12 | 31 | 39 | −8   | Fase de grupos de la Copa Sudamericana           |
| 14   | Athletico Paranaense | 47   | 38 | 13 | 8  | 17 | 41 | 45 | −4   | Fase de grupos de la Copa Libertadores           |
| 15   | Cuiabá               | 47   | 38 | 10 | 17 | 11 | 34 | 37 | −3   | Fase de grupos de la Copa Sudamericana           |
| 16   | Juventude            | 46   | 38 | 11 | 13 | 14 | 36 | 44 | −8   |                                                  |
| 17   | Grêmio (D)           | 43   | 38 | 12 | 7  | 19 | 44 | 51 | −7   | Descenso a Serie B                               |
| 18   | Bahia (D)            | 43   | 38 | 11 | 10 | 17 | 42 | 51 | −9   | Descenso a Serie B                               |
| 19   | Sport Recife (D)     | 38   | 38 | 9  | 11 | 18 | 24 | 37 | −13  | Descenso a Serie B                               |
| 20   | Chapecoense (D)      | 15   | 38 | 1  | 12 | 25 | 27 | 67 | −40  | Descenso a Serie B                               |

 Fuente: CBF
Criterios de clasificación: 1) Puntos; 2) Partidos ganados; 3) Diferencia de gol; 4) Goles anotados; 5) Resultados en partidos directos (solo entre dos equipos); 6) Menor cantidad de tarjetas rojas; 7) Menor cantidad de tarjetas amarillas; 8) Sorteo.
Notas:
1. ↑  Clasificado a la Copa Libertadores 2022 como campeón de la Copa Libertadores 2021.
2. ↑  Clasificado a la Copa Libertadores 2022 como campeón de la Copa Sudamericana 2021.

| Bandera del estado de Minas Gerais |
| Campeón                            |
| Atlético Mineiro 2° título         |

## Serie B
Se disputó del 28 de mayo al 28 de noviembre de 2021. Siguió las mismas reglas que la Serie A, en donde todos los equipos se enfrentaron en partidos de ida y vuelta. Los primeros cuatro puestos clasificaron directamente a la Serie A 2022, mientras que los últimos cuatro equipos quedan relegados a la Serie C 2022.

### Participantes
| N                  | Estado            | Clubes                                       |
| ------------------ | ----------------- | -------------------------------------------- |
| 3                  | Paraná            | Coritiba, Londrina, Operário de Ponta Grossa |
| 2                  | Alagoas           | CRB, CSA                                     |
| 2                  | Goiás             | Goiás, Vila Nova                             |
| 2                  | Río de Janeiro    | Botafogo, Vasco da Gama                      |
| 2                  | Santa Catarina    | Avaí, Brusque                                |
| 2                  | São Paulo         | Guaraní, Ponte Preta                         |
| 1                  |                   |                                              |
| Bahía              | Vitória           |                                              |
| Maranhão           | Sampaio Corrêa    |                                              |
| Minas Gerais       | Cruzeiro          |                                              |
| Pará               | Remo              |                                              |
| Pernambuco         | Náutico           |                                              |
| Río Grande del Sur | Brasil de Pelotas |                                              |
| Sergipe            | Confiança         |                                              |

### Clasificación
| Pos. | Equipo               | Pts. | PJ | G  | E  | P  | GF | GC | Dif. | Ascenso o descenso 2022 |
| ---- | -------------------- | ---- | -- | -- | -- | -- | -- | -- | ---- | ----------------------- |
| 1    | Botafogo (C)         | 70   | 38 | 20 | 10 | 8  | 56 | 31 | +25  | Ascienden a la Serie A  |
| 2    | Goiás                | 65   | 38 | 17 | 14 | 7  | 48 | 31 | +17  | Ascienden a la Serie A  |
| 3    | Coritiba             | 64   | 38 | 18 | 10 | 10 | 49 | 35 | +14  | Ascienden a la Serie A  |
| 4    | Avaí                 | 64   | 38 | 18 | 10 | 10 | 44 | 35 | +9   | Ascienden a la Serie A  |
| 5    | CSA                  | 62   | 38 | 18 | 8  | 12 | 48 | 33 | +15  |                         |
| 6    | Guaraní              | 60   | 38 | 16 | 12 | 10 | 54 | 41 | +13  |                         |
| 7    | CRB                  | 60   | 38 | 16 | 12 | 10 | 47 | 39 | +8   |                         |
| 8    | Náutico              | 53   | 38 | 14 | 11 | 13 | 50 | 50 | 0    |                         |
| 9    | Vila Nova            | 51   | 38 | 12 | 15 | 11 | 35 | 36 | −1   |                         |
| 10   | Vasco da Gama        | 49   | 38 | 13 | 10 | 15 | 43 | 52 | −9   |                         |
| 11   | Ponte Preta          | 49   | 38 | 12 | 13 | 13 | 39 | 40 | −1   |                         |
| 12   | Operário Ferroviário | 48   | 38 | 13 | 9  | 16 | 35 | 46 | −11  |                         |
| 13   | Brusque              | 48   | 38 | 13 | 9  | 16 | 44 | 56 | −12  |                         |
| 14   | Cruzeiro             | 48   | 38 | 10 | 18 | 10 | 42 | 44 | −2   |                         |
| 15   | Sampaio Corrêa       | 47   | 38 | 12 | 11 | 15 | 41 | 42 | −1   |                         |
| 16   | Londrina             | 44   | 38 | 11 | 11 | 16 | 31 | 41 | −10  |                         |
| 17   | Remo                 | 43   | 38 | 11 | 10 | 17 | 31 | 42 | −11  | Descienden a la Serie C |
| 18   | Vitória              | 40   | 38 | 8  | 16 | 14 | 31 | 32 | −1   | Descienden a la Serie C |
| 19   | Confiança            | 37   | 38 | 9  | 10 | 19 | 35 | 48 | −13  | Descienden a la Serie C |
| 20   | Brasil de Pelotas    | 23   | 38 | 4  | 11 | 23 | 23 | 52 | −29  | Descienden a la Serie C |

 Fuente: CBF
| Bandera del estado de Río de Janeiro |
| Campeón                              |
| Botafogo 2° título                   |

## Serie C
La Serie C del Campeonato de fútbol de Brasil 2021 se disputó del 30 de mayo al 20 de noviembre de 2021. Se jugó con 20 clubes, donde los cuatro semifinalistas ascendieron a la  Serie B y los dos últimos de cada grupo en la primera etapa descendieron a la Serie D.

### Participantes
| Equipo              | Ciudad             | Estado             | Estadio                   | Posición 2020 |
| ------------------- | ------------------ | ------------------ | ------------------------- | ------------- |
| Altos               | Altos              | Piauí              | Felipão                   | ? Serie D     |
| Botafogo            | João Pessoa        | Paraíba            | Almeidão                  | 15.º Serie C  |
| Botafogo            | Ribeirão Preto     | São Paulo          | Santa Cruz                | ? Serie B     |
| Criciúma            | Criciúma           | Santa Catarina     | Estadio Heriberto Hülse   | 16.º Serie C  |
| Ferroviário         | Fortaleza          | Ceará              | Elzir Cabral              | 15.º Serie C  |
| Figueirense         | Florianópolis      | Santa Catarina     | Orlando Scarpelli         | ? Serie B     |
| Floresta            | Fortaleza          | Ceará              | Arena Castelão            | ? Serie D     |
| Ituano              | Itu                | São Paulo          | Novelli Júnior            | 8.º Serie C   |
| Jacuipense          | Riachão do Jacuípe | Bahía              | Valfredão                 | 11.º Serie C  |
| Manaus              | Manaus             | Amazonas           | Arena da Amazônia         | 10.º Serie C  |
| Mirassol            | Mirassol           | São Paulo          | Maião                     | ? Serie D     |
| Novorizontino       | Novo Horizonte     | São Paulo          | Jorge Ismael de Biasi     | ? Serie D     |
| Oeste               | Barueri            | São Paulo          | Arena Barueri             | 20.º Serie B  |
| Paraná              | Curitiba           | Paraná             | Durival de Britto e Silva | ? Serie B     |
| Paysandu            | Belém              | Pará               | Curuzu                    | 7.º Serie C   |
| Santa Cruz          | Recife             | Pernambuco         | Estadio de Arruda         | 5.º Serie C   |
| São José            | Porto Alegre       | Río Grande del Sur | Passo d'Areia             | 14.º Serie C  |
| Tombense            | Tombos             | Minas Gerais       | Almeidão                  | 9.º Serie C   |
| Volta Redonda       | Volta Redonda      | Río de Janeiro     | Raulino de Oliveira       | 13.º Serie C  |
| Ypiranga de Erechim | Erechim            | Río Grande del Sur | Colosso da Lagoa          | 6.º Serie C   |

### Clasificación
| Pos. | Equipo              | Pts. | PJ | G  | E  | P  | GF | GC | Dif. | Clasificación 2022    |
| ---- | ------------------- | ---- | -- | -- | -- | -- | -- | -- | ---- | --------------------- |
| 1    | Ituano              | 50   | 26 | 14 | 8  | 4  | 37 | 22 | +15  | Ascenso a la Serie B  |
| 2    | Tombense            | 39   | 26 | 9  | 12 | 5  | 31 | 24 | +7   | Ascenso a la Serie B  |
| 3    | Novorizontino       | 48   | 24 | 15 | 3  | 6  | 31 | 20 | +11  | Ascenso a la Serie B  |
| 4    | Criciúma            | 39   | 24 | 11 | 6  | 7  | 22 | 17 | +5   | Ascenso a la Serie B  |
| 5    | Ypiranga de Erechim | 38   | 24 | 10 | 8  | 6  | 32 | 23 | +9   |                       |
| 6    | Botafogo-PB         | 35   | 24 | 8  | 11 | 5  | 20 | 15 | +5   |                       |
| 7    | Manaus              | 32   | 24 | 8  | 8  | 8  | 31 | 33 | −2   |                       |
| 8    | Paysandu            | 32   | 24 | 8  | 8  | 8  | 25 | 29 | −4   |                       |
| 9    | Figueirense         | 29   | 18 | 8  | 5  | 5  | 19 | 14 | +5   |                       |
| 10   | Volta Redonda       | 26   | 18 | 6  | 8  | 4  | 21 | 16 | +5   |                       |
| 11   | Ferroviário         | 24   | 18 | 5  | 9  | 4  | 14 | 12 | +2   |                       |
| 12   | São José-SP         | 23   | 18 | 6  | 5  | 7  | 22 | 22 | 0    |                       |
| 13   | Botafogo-SP         | 22   | 18 | 6  | 4  | 8  | 15 | 22 | −7   |                       |
| 14   | Altos               | 21   | 18 | 5  | 6  | 7  | 21 | 23 | −2   |                       |
| 15   | Floresta            | 21   | 18 | 4  | 9  | 5  | 15 | 17 | −2   |                       |
| 16   | Mirassol            | 19   | 18 | 6  | 1  | 11 | 17 | 26 | −9   |                       |
| 17   | Jacuipense          | 18   | 18 | 3  | 9  | 6  | 13 | 21 | −8   | Descenso a la Serie D |
| 18   | Paraná              | 16   | 18 | 4  | 4  | 10 | 17 | 21 | −4   | Descenso a la Serie D |
| 19   | Santa Cruz          | 12   | 18 | 2  | 6  | 10 | 11 | 19 | −8   | Descenso a la Serie D |
| 20   | Oeste               | 7    | 18 | 1  | 4  | 13 | 9  | 27 | −18  | Descenso a la Serie D |

 Fuente: CBF
| Bandera del estado de São Paulo |
| Campeón                         |
| Ituano 2° título                |

## Serie D
La Serie D del Campeonato Brasileño de Fútbol de 2021, se disputó del 26 de mayo al 13 de noviembre de 2021. Fue la decimotercera edición de la competición de fútbol profesional equivalente a la cuarta división en Brasil. Esta edición fue disputada por 68 equipos, que se clasificaron a través de los campeonatos estatales y por otros torneos realizados a cargo de cada una de las federaciones estatales.

### Participantes
| Estado                             | Equipo                                                           | Vía de clasificación |
| ---------------------------------- | ---------------------------------------------------------------- | --- |
| Acre 2 cupos                       | Atlético - AC Galvez                                             | Mejor ubicado del Campeonato Acreano 2020 Campeón del Campeonato Acreano 2020 |
| Alagoas 2 cupos                    | ASA Murici                                                       | Campeón Copa Alagoas 2020 Mejor ubicado del Campeonato Alagoano 2020 |
| Amapá 2 cupo                       | Santana Ypiranga                                                 | Subcampeón de Campeonato Amapaense 2020 Campeón de Campeonato Amapaense 2020 |
| Amazonas 2 cupos                   | Fast Clube Penarol                                               | Segundo mejor ubicado del Campeonato Amazonense 2020 Campeón del Campeonato Amazonense 2020 |
| Bahía 3 cupos                      | Atlético Alagoinhas Bahia de Feira Juazeirense                   | Mejor ubicado del Campeonato Baiano 2020 Tercer mejor ubicado del Campeonato Baiano 2020 Segundo mejor ubicado del Campeonato Baiano 2020                                                                       |
| Ceará 3 cupos                      | Atlético Cearense Caucaia Guarany de Sobral                      | Segundo ubicado del Campeonato Cearense 2020 Tercer mejor ubicado del Campeonato Cearense 2020 Mejor ubicado del Campeonato Cearense 2020                                                                       |
| Distrito Federal 2 cupos           | Brasiliense Gama                                                 | Subcampeón del Campeonato Brasiliense 2020 Campeón del Campeonato Brasiliense 2020 |
| Espírito Santo 2 cupos             | Rio Branco-ES Rio Branco VN                                      | Subcampeón de la Campeonato Capixaba 2020 Campeón del Campeonato Capixaba 2020 |
| Goiás 3 cupos                      | Aparecidense Goianésia Jaraguá                                   | Tercer mejor ubicado del Campeonato Goiano 2020 Mejor ubicado del Campeonato Goiano 2020 Segundo Mejor ubicado del Campeonato Goiano 2020                                                                       |
| Maranhão 2 cupos + adicional       | Imperatriz Juventude-MA Moto Club                                | 20º puesto de la Serie C 2020 Segundo mejor ubicado del Campeonato Maranhense 2020 Mejor ubicado del Campeonato Maranhense 2020                                                                                 |
| Mato Grosso 2 cupos                | Nova Mutum União Rondonópolis                                    | Campeón del Campeonato Matogrossense 2020 Segundo mejor ubicado del Campeonato Matogrossense 2020 |
| Mato Grosso del Sur 2 cupos        | Aquidauanense Águia Negra                                        | Subcampeón del Campeonato Sul-Matogrossense 2020 Campeón del Campeonato Sul-Matogrossense 2020 |
| Minas Gerais 3 cupos + 1 adicional | Boa Esporte Caldense Patrocinense Uberlândia                     | 19º puesto de la Serie C 2020 Mejor ubicado del Campeonato Mineiro 2020 Tercer mejor ubicado del Campeonato Mineiro 2020 Segundo mejor ubicado del Campeonato Mineiro 2020                                      |
| Pará 2 cupos                       | Castanhal Paragominas                                            | Mejor ubicado del Campeonato Paraense 2020 Segundo mejor ubicado del Campeonato Paraense 2020 |
| Paraíba 2 cupos + 1 adicional      | Sousa Campinense Treze                                           | Segundo mejor ubicado del Campeonato Paraibano 2020 Mejor ubicado del Campeonato Paraibano 2020 17º puesto de la Serie C 2020                                                                                   |
| Paraná 3 cupos                     | Cianorte FC Cascavel Rio Branco-PR                               | Segundo mejor ubicado del Campeonato Paranaense 2020 Mejor ubicado del Campeonato Paranaense 2020 Tercer mejor ubicado del Campeonato Paranaense 2020                                                           |
| Pernambuco 2 cupos                 | Retrô Central                                                    | Segundo mejor ubicado del Campeonato Pernambucano 2020 Tercer mejor ubicado del Campeonato Pernambucano 2020 |
| Piauí 2 cupos                      | 4 de Julho Picos                                                 | Campeón del Campeonato Piauiense 2020 Subcampeón del Campeonato Piauiense 2020 |
| Río de Janeiro 3 cupos             | Bangu Boavista Madureira                                         | Tercer mejor ubicado del Campeonato Carioca 2020 Mejor ubicado del Campeonato Carioca 2020 Segundo mejor ubicado del Campeonato Carioca 2020                                                                    |
| Río Grande del Norte 2 cupos       | ABC América de Natal                                             | Campeón del Campeonato Potiguar 2020 Subcampeón del Campeonato Potiguar 2020 |
| Río Grande del Sur 3 cupos         | Aimoré Caxias Esportivo                                          | Tercer mejor ubicado del Campeonato Gaúcho 2020 Mejor ubicado del Campeonato Gaúcho 2020 Segundo mejor ubicado del Campeonato Gaúcho 2020                                                                       |
| Rondonia 2 cupos                   | Porto Velho Real Ariquemes                                       | Campeón del Campeonato Rondoniense 2020 Subcampeón del Campeonato Rondoniense 2020 |
| Roraima 2 cupos                    | GAS São Raimundo-RR                                              | Subcampeón del Campeonato Roraimense 2020 Campeón del Campeonato Roraimense 2020 |
| São Paulo 4 cupos + adicional      | Ferroviária Inter de Limeira Portuguesa-SP Santo André São Bento | Segundo mejor ubicado del Campeonato Paulista 2020 Tercero mejor ubicado del Campeonato Paulista 2020 Campeón de la Copa Paulista 2020 Mejor ubicado del Campeonato Paulista 2020 18º puesto de la Serie C 2020 |
| Santa Catarina 3 cupos             | Joinville Juventus-SC Marcílio Dias                              | Tercero mejor ubicado del Campeonato Catarinense 2020 Segundo mejor ubicado del Campeonato Catarinense 2020 Mejor ubicado del Campeonato Catarinense 2020                                                       |
| Sergipe 2 cupos                    | Sergipe Itabaiana                                                | Subcampeón del Campeonato Sergipano 2020 Segundo mejor ubicado del Campeonato Sergipano 2020 |
| Tocantins 2 cupos                  | Palmas Tocantinópolis                                            | Campeón del Campeonato Tocantinense 2020 Subcampeón del Campeonato Tocantinense 2020 |

1. ↑  Salgueiro desistió de participar de la Serie D por problemas económicos y su cupo pasó a Central, mejor ubicado en el campeonato Pernambucano de 2020 sin división nacional.

| Bandera del estado de Goiás |
| Campeón                     |
| Aparecidense 1° título      |